# Единство (Латвия)
«Еди́нство» (латыш. Vienotība) — латвийская правоцентристская партия. Основана в 2010 году как объединение трёх политических партий: национал-консервативных «Новое время», «Гражданский союз» и социал-либерального «Общества за другую политику». Глава партии с 2017 г. — Арвил Ашераденс (ранее — Андрис Пиебалгс). Входит в объединение «Новое единство».

## Предыстория
26 февраля 2009 года в условиях острого кризиса право сформировать новый состав правительства от президента получил представитель «Нового времени» Валдис Домбровскис. В широкую парламентскую коалицию вошли 5 партий: «Новое время», Гражданский союз, Народная партия, Союз зеленых и крестьян и движение «Отечеству и свободе/Движение за национальную независимость Латвии». 12 марта 2009 года Сейм утвердил новое правительство, сформированное Домбровскисом, составленное из представителей пяти вышеуказанных партий. В условиях тяжёлой финансовой ситуации Домбровскис провёл самое большое сокращение бюджета. были сокращены бюджеты самоуправлений — почти до 40 %. Экономический рост возобновился лишь с 2011 года.

## Политическая деятельность
В 2010 году на выборах в Сейм Латвии «Единство» заняло первое место (31,22 %), получив 33 мандата, и получило право сформировать правительство. Это стало крупнейшим успехом политической силы на выборах с 1993 года, когда прошли выборы в 5-й Сейм.
Преобразовано в партию в 2011 году.
В 2011 году партия «Единство» заняла 3-е место (18,83 %) на досрочных парламентских выборах.
4 октября 2014 года партия «Единство» заняла 2-е место (199 535 граждан, 21,87 %, 23 места в парламенте, плюс три в сравнении с предыдущими выборами) на очередных парламентских выборах. Однако к концу этого срока в партии наметился серьёзный кризис, её рейтинг упал до 3,5 %. Один из её основателей, Эдгар Яунупс, вышедший из партии ещё в 2013 году, говорил: «Когда партия в процессе развития достигает пика, становится в центре латвийской политики и начинает реально править государством, люди оказываются у власти. Им очень нравится сохранять посты, на которых они сидят. Больше, чем сохранять идеологическую линию, которая была в основе того, почему они дошли до этого пика. И с партией „Единство“ это классически случилось. Слишком хорошая жизнь была у „Единства“. Они себя идеально чувствовали и ничего 8 лет не делали».
6 ноября 2014 года ставший министром иностранных дел от «Единства» Эдгар Ринкевич совершил каминг-аут и стал первым политиком в истории Латвии, открыто признавшим свою гомосексуальность.
В 2016 году партия была оштрафована Бюро по предотвращению и борьбе с коррупцией на 4 тысячи евро за превышение лимита расходов предвыборной агитации на 41 тысячу евро, которые надлежало вернуть в бюджет. Одновременно с 15 октября 2016 года партия была лишена государственного финансирования в размере 141 тысячи евро.
В 2018 году объединение «Новое единство» (оно состоит из 6 партий) заняло 7-е место (6,69 %) на парламентских выборах в Латвии. При этом кандидат от партии Кришьянис Кариньш был утверждён главой правительства Латвии.
24 мая 2021 года, во время чемпионата мира по хоккею в Риге, министр иностранных дел от «Единства» Эдгар Ринкевич вместе с председателем Рижской думы Мартиньшем Стакисом заменили флаг Республики Беларусь на одной из площадей города на бело-красно-белый, используемый белорусской оппозицией. Латвийские политики пояснили, что это было сделано в знак протеста против произошедшей накануне принудительной посадки рейса Ryanair в Минске ради ареста оппозиционного активиста Романа Протасевича. По этому случаю Генеральный прокурор Республики Беларусь возбудил уголовное дело по 130-й статье УК РБ (разжигание национальной вражды). 
Партия  восемь лет (2011-2019) не платила за электронное голосование, услуги за восемь лет стоили 22 тысячи евро. Премьер Силиня, член Единства/член правления, прокомментировала электронные услуги голосования.

## Хроника раскола и преобразования
- 10 октября 2014 года Полиция безопасности Латвии возбудила дело против кандидата от партии «Единство» Дзинтарса Закиса о возможном подкупе избирателей на выборах[5].
- 28 октября 2014 года вместо члена «Единства» Яниса Юнкурса, отказавшегося от мандата депутата, в Сейм приходит вычеркнутая избирателями Солвита Аболтиня[5].
- 19 августа 2015 года Солвита Аболтиня презрительно повела себя на пикете пенсионеров[5], видео с места событий стало вирусным, его просмотрело 440 тысяч человек[14].
- 5 ноября 2015 года Солвита Аболтиня заявляет о готовности премьера Лаймдоты Страуюмы уйти в отставку без ведома самой Страуюмы, конфликт обсуждается в СМИ[5].
- 7 декабря 2015 года правительство Страуюмы подаёт в отставку, кандидатом на смену называют Аболтиню. Против её кандидатуры выступает партнёр по правительственной коалиции — Национальное объединение. Начинаются поиски нового кандидата в премьеры, продолжавшиеся до 14 января 2016 года. Среди них — Рихард Козловскис, Янис Рейрс, Карлис Шадурскис. Не дождавшись единого мнения в правлении «Единства», президент поручает формировать правительство Марису Кучинскису из Союза зелёных и крестьян. С его утверждением 11 февраля прервалась премьерская эра «Единства», продолжавшаяся 7 лет и 11 месяцев[5].
- 4 июня 2016 года. Председателем правления «Единства» становится бывший еврокомиссар Андрис Пиебалгс[5].
- 3 июня 2017 года на выборах в самоуправления «Единство» теряет 5 из 9 мандатов в Рижской думе и вообще не получает представительства в Юрмале.
- 14 июля 2017 года после заявления Андриса Пиебалгса об уходе с поста председателя партии правление не может прийти к единству мнений о новом руководителе, в которые прочат Рихарда Козловскиса, Вилниса Кирсиса, Арвила Ашераденса[5].
- 18 июля 2017 года Интс Далдерис, Илзе Винькеле, Алексей Лоскутов, Андрей Юдин и Лолита Чигане покидают партию и присоединяются к политическому движению «Мы — за!»[5].
- 15 августа 2017 года после отказа других кандидатов председателем партии становится Арвилс Ашераденс[5].
- Перед выборами в 13-й Сейм правление партии возглавил Кришьянис Кариньш и началось формирование «Нового единства», в которое вошли партии «Единство», «Кулдигскому краю», «Для Валмиеры и Видземе»[латыш.], «Городу Тукумсу и краю», Екабпилсская региональная партия и Латгальская партия[15].